# Bethelkerk (Werkendam)
De Bethelkerk is een kerkgebouw van de Gereformeerde Gemeenten aan de Sigmondstraat in Werkendam, in 1989 gebouwd naar een ontwerp van architect Van Beijnum te Amerongen.
De naam van de kerk verwijst naar Bethel.

## Kerk
De kerk heeft 1.390 zitplaatsen en is daarmee een van de grotere kerken van Noord-Brabant. In 2003 is de kerk naar vier zijden fors uitgebreid en zijn er een aantal zalen ten behoeve van het verenigingswerk bijgebouwd. De ingreep is zodanig uitgevoerd dat in de toekomst op vrij gemakkelijke wijze een galerij kan worden geplaatst. Dan ontstaat een ruimte voor 1990 personen. De kerk is opgetrokken uit lichte bakstenen, een spits toelopend dak, bedekt met dakpannen en heeft een slanke spits. De kerkzaal met spits heeft een totale hoogte van circa 25,0 meter. De diensten staan in de bevindelijk gereformeerde traditie, waarbij de verkondiging van het Woord centraal staat.

## Orgel
Pas vier maanden na het in gebruik nemen van het kerkgebouw in 1989 kon het orgel worden opgeleverd. Aanvankelijk was het de bedoeling voor de kerk een orgel te kopen dat door kerksluiting beschikbaar was gekomen. Toen dit niet mogelijk bleek is bekeken of de bouw van een nieuw orgel mogelijk was. Uiteindelijk is dit gebouwd door de firma Verschueren uit Tongeren. In samenhang met de afmeting van het orgelbalkon is gekozen voor een opbouw met hoofdwerk, onderpositief en pedaal. Het orgel wordt vanaf de zijkant bespeeld. De gemeente zingt de psalmen in de berijming uit 1773.

## Geschiedenis
De Gereformeerde Gemeente van Werkendam is ontstaan in 1887 toen een groep kerkleden uit de Nederlandse Hervormde Kerk stapte. In 1891 werd een kerk gebouwd. Men noemde zich de Nederduits gereformeerde kerk. Eerder was een andere Gereformeerde Kerk ontstaan, maar aansluiting bleek moeizaam. In de volksmond sprak men over Gereformeerde Kerk A en Gereformeerde Kerk B. Gesprekken over een vereniging werden gevoerd, maar uiteindelijk sloot kerk B zich op 18 februari 1920 aan bij het kerkverband van de Gereformeerde Gemeenten. Tot 1989 kerkte men in de kerk uit 1891, in dat jaar werd een nieuwe kerk in gebruik genomen. Deze bleek al na een tiental jaar te klein, waarna de kerk opnieuw is uitgebreid.
Werkendam is als gereformeerd bolwerk betrekkelijk uniek in het overwegend rooms-katholieke Noord-Brabant. Dit heeft onder meer te maken met het feit dat de plaats, evenals het omliggende Land van Altena, veeleer tot de Hollandse dan tot de Brabantse invloedssfeer behoorde. Pas vanaf 1798 werd het bestuurlijk meer op het zuiden georiënteerd. Ook de reformatie kreeg hierdoor veel eerder een grotere invloed.